# Oligostigma tripletale
Oligostigma tripletale là một loài bướm đêm trong họ Crambidae.